# El Anticristo
El Anticristo, maldición sobre el cristianismo (Der Antichrist, Fluch auf das Christentum) es una de las últimas obras del filósofo alemán Friedrich Nietzsche. Aunque fue escrito en 1888, su controvertido contenido hizo que Franz Overbeck y Heinrich Köselitz retrasaran su publicación, junto con Ecce homo, hasta 1895. El libro es una crítica del cristianismo en conjunto, y de conceptos modernos como el igualitarismo y la democracia, a los cuales ve como consecuencia persistente de los ideales cristianos.

## Contenido
Si se coloca el centro de gravedad de la vida no en la vida, sino en el «más allá» —en la nada—, se le quita a la vida en general el centro de gravedad.
El Anticristo, §43

En la introducción, el filósofo anuncia que se dirige a una minoría capaz de comprender («Este libro está hecho para muy pocos lectores. Puede que no viva aún ninguno de ellos. Esos podrían ser los que comprendan mi Zaratustra: ¿acaso tengo yo derecho a confundirme con aquellos a quienes hoy se presta atención? Lo que a mí me pertenece es el pasado mañana. Algunos hombres nacen póstumos»). La ética de Nietzsche en este último periodo está íntimamente ligada a la voluntad de poder. Cita de El Anticristo:

¿Qué es bueno? Todo aquello que eleva nuestro sentimiento de poder, la voluntad de poder, el poder mismo en el hombre.
¿Qué es malo? Todo aquello que se origina en la debilidad.
¿Qué es la felicidad? El sentimiento de cómo crece el poder, de vencer una resistencia. [...]
Los débiles y los malogrados deben perecer: principio primero de nuestro amor por los hombres. [...]
¿Qué es más dañino que cualquier vicio? El ejercicio de la compasión hacia todos los malogrados y débiles — el cristianismo...
§2

Nietzsche identifica en el cristianismo todo el mal social, por cuya causa el mundo sufre, y el mal moral, que oprime al hombre. San Pablo utilizó a las masas y oprimidos para tomar el poder, y del mismo modo actúan los socialistas en la época en que Nietzsche escribe. A estos, como sobre todo a los anarquistas, el filósofo los considera —peyorativamente— como nuevos cristianos auténticos. El cristianismo ha construido y explotado en beneficio propio una metafísica del «mundo detrás del mundo», que es el origen profundo de movimientos tan alejados temporalmente como el romanticismo y el idealismo.

El idealista, como el cura, tiene en su mano (¡y no sólo en la mano!) todos los grandes conceptos: con desprecio bonachón los usa contra el «intelecto», los «sentidos», los «honores», el «buen vivir», la «ciencia»; ve tales cosas por debajo de sí, como fuerzas nocivas y descarriadoras, sobre las cuales se cierne el «espíritu» en su pura mismidad...
§8

Arthur Schopenhauer, al que durante su juventud Nietzsche había escogido como maestro, no sería en el fondo más que un enemigo de la vida, un cristiano (la noluntas, la negación de la vida como praxis del nihilismo). Hegel y Schopenhauer son sólo las dos caras de la misma moneda. Y también el nuevo rumbo de Alemania, dominada por el nacionalismo y la xenofobia, es producto del poder de la masa, de la moral del rebaño inducida por una educación cristiana bimilenaria. Todo esto no son sino diversas manifestaciones de un mismo fenómeno, diferentes síntomas de un mismo malestar o enfermedad que empezaba a resultar asfixiante para el filósofo.
A fin de cuentas, el único verdadero cristiano habría sido Jesucristo, y la religión fundada posteriormente por los padres de la iglesia, irónicamente, nada más que una labor de deconstrucción, de traición y de malinterpretación del sentido originario encarnado por Jesús. El Cristo de Nietzsche, cuya figura real, histórica, intenta establecer leyendo entre líneas en la Escrituras, sería para Nietzsche un caso de degeneración mórbida de los instintos perfectamente repetible en todas las épocas y lugares como «tipo» humano, y de hecho lo compara con el protagonista de El idiota, novela de Fiódor Dostoievski.
El análisis de las Escrituras considera en fin toda una serie de episodios y frases de la Biblia que evidenciarían la voluntad de las castas sacerdotales judías de mantener alejado al hombre del saber, alimentando falsedades y supersticiones, como medio más efectivo para conservar el poder. Una religión como el budismo sería, en comparación, mucho más realista y «sana» que el cristianismo, en la medida en que no pretende enseñar la lucha contra el pecado sino contra algo mucho más real, en última instancia, como es el dolor; sin embargo, como su base es el «no deseo», también la considera decadente y contrario a las ideas del dominio militar y del fuerte por su propia fuerza sobre el menos fuerte y la eliminación de los débiles.
Hacia el final del libro, habla del Código de Manu, uno de los textos sagrados del hinduismo (que Nietzsche había leído hacía muy poco tiempo) como ejemplo de legislación modelo de una civilización aristocrática estructurada en castas. Como colofón, promulga la «Ley contra el cristianismo» («Dada en el día de la salvación, en el día primero del año uno (— el 30 de septiembre de 1888 de la falsa cronología»), lista de siete preceptos para liberarse de la influencia degeneradora de la religión cristiana y todas sus manifestaciones.